# Lancia Thema (2011)
La Lancia Thema è un'autovettura di segmento E prodotta dalla casa automobilistica italiana Lancia dal 2011 al 2014 ricoprendo il ruolo di automobile di punta (ammiraglia) della casa.
Presentata al salone di Ginevra del 2011, si tratta della seconda generazione della Chrysler 300 rimarchiata per il mercato europeo, commercializzata a partire da ottobre dello stesso anno.

## Il contesto
Da due anni, la casa torinese non aveva più a listino una grande berlina di rappresentanza; l'acquisizione di Chrysler Group da parte di Fiat Group ha permesso quindi a Lancia di poter colmare questo vuoto, grazie al debutto della nuova Thema. Infatti, a partire da questa partnership, il marchio Chrysler viene ritirato dai mercati europei con la sola eccezione dei paesi anglosassoni, e alcuni prodotti commercializzati fino a quel momento in Europa sotto le insegne del costruttore americano vengono ora venduti Lancia, in modo da poter ridurre i costi di sviluppo in nuovi progetti ed evitare allo stesso tempo una concorrenza interna tra i due marchi. La stessa Chrysler venderà poi nei paesi anglosassoni alcuni modelli di origine Lancia, vista l'assenza di una rete di vendita del marchio italiano, ritirato nei primi anni novanta a seguito dei ridotti volumi di vendita.
La nuova ammiraglia Lancia viene dunque presentata al salone dell'auto di Ginevra nel marzo del 2011, posizionandosi in una fetta di mercato particolare, in quanto le sue dimensioni sono piuttosto generose (la carrozzeria è lunga 5,066 metri), così come le motorizzazioni (a differenza delle concorrenti di pari prezzo la Thema utilizza solo motori V6 e non motori 4 cilindri), raggiungendo valori tipici delle grandi berline di lusso europee quali Audi A8, BMW Serie 7 e Mercedes-Benz Classe S.

## Design

### Esterni
La nuova Thema si presenta come una grande berlina 3 volumi con un design caratterizzato da linee tese e spigolose abbinate a passaruota molto pronunciati ad andamento circolare, complessivamente la vettura evolve il design della precedente 300C senza stravolgerlo, grazie al buon successo riscontrato dal modello. Il coefficiente di penetrazione aerodinamica Cx è pari a 0.32.

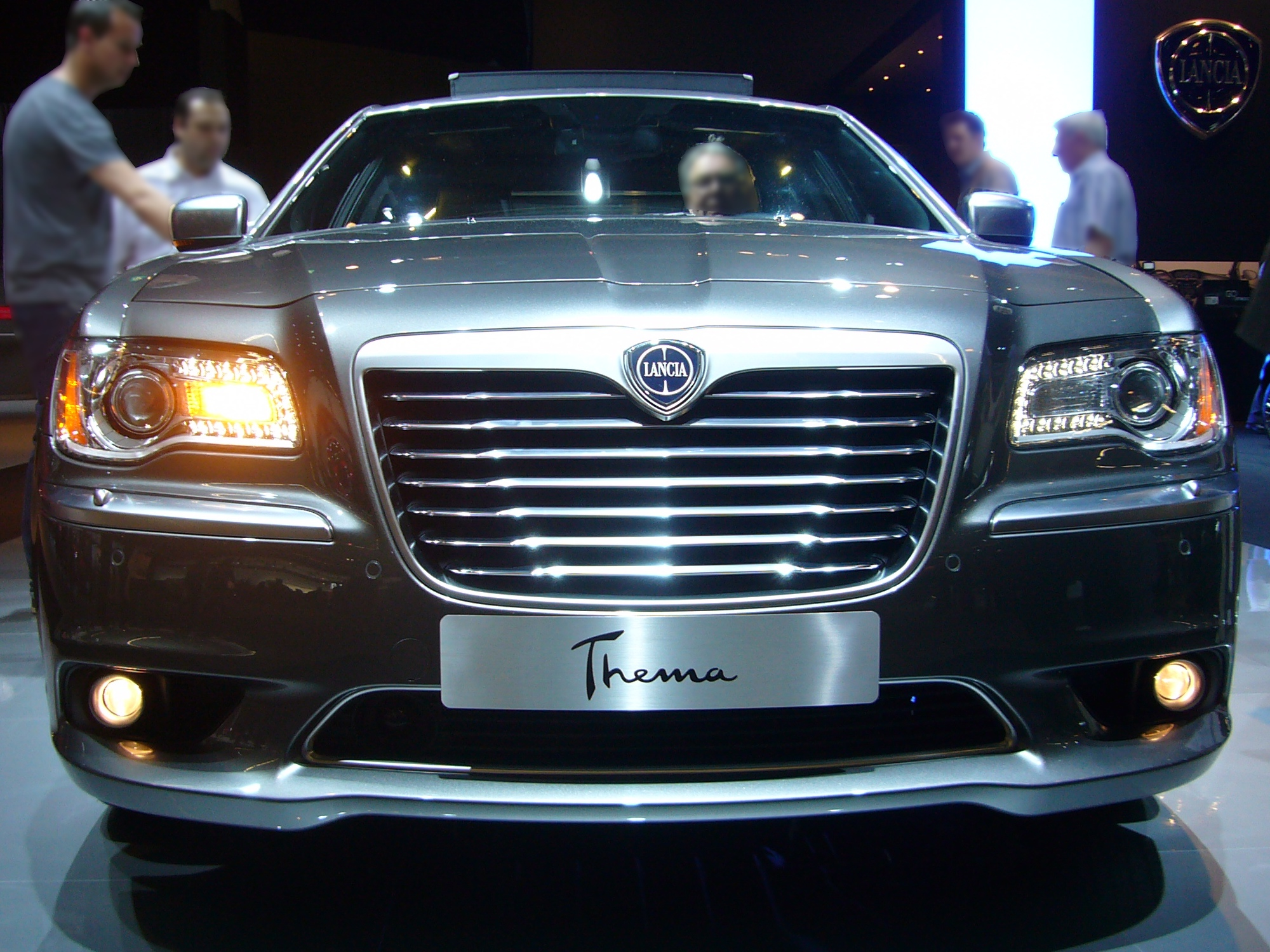
Particolare della nuova calandra Lancia a listelli orizzontali

Il frontale è quasi identico a quello del modello americano: una calandra a listelli orizzontali ondulati sostituisce quelle a listelli verticali delle precedenti Lancia, allineandosi al design Chrysler e differenziandosi nella parte superiore dalla fascia cromata "V" che ingloba il marchio Lancia; debutta la nuova fanaleria a LED. Il posteriore è caratterizzato invece da fanali a sviluppo verticale a LED legati fra di loro con una barra cromata, da un piccolo spoiler e da due terminali di scarico cromati.

### Interni
Grazie alle notevoli dimensioni e ad un passo di 3,052 metri, la Thema ha un abitacolo particolarmente ampio. Gli interni ricalcano quelli della gemella Chrysler 300 seconda serie, presentando numerosi accorgimenti allo scopo di migliorare la qualità dei materiali e delle finiture.
La Thema fa infatti largo uso di materiali pregiati come pelle nappa traforata, alcantara, inserti in radica, cromature e legni pregiati. La plancia, per esempio, nell'allestimento Executive è rivestita in pelle Poltrona Frau bicolore con cuciture a vista. Sono presenti diversi vani porta oggetti, di cui alcuni dotati di dispositivo refrigerante e riscaldante con funzionamento autonomo rispetto all'impianto di climatizzazione. Gli interni studiati dalla Lancia sono stati in seguito adottati anche dalla Chrysler, per equipaggiare la versione "300 Luxury".

## Equipaggiamento

### Comfort
L'auto è disponibile in tre allestimenti: Gold, Platinum ed Executive. Oltre a diversi accorgimenti nella scocca, per migliorare il comfort acustico la Thema adotta vetri stratificati anche nei finestrini, oltre che nel parabrezza. Le sedute, sia anteriori che posteriori, sono realizzate con un'architettura a serpentina, al fine di migliorare il comfort, e possono essere riscaldabili, inoltre quelle anteriori sono dotate di variatore di densità, regolazione elettrica e, nell'allestimento Platinum, di ventilazione.

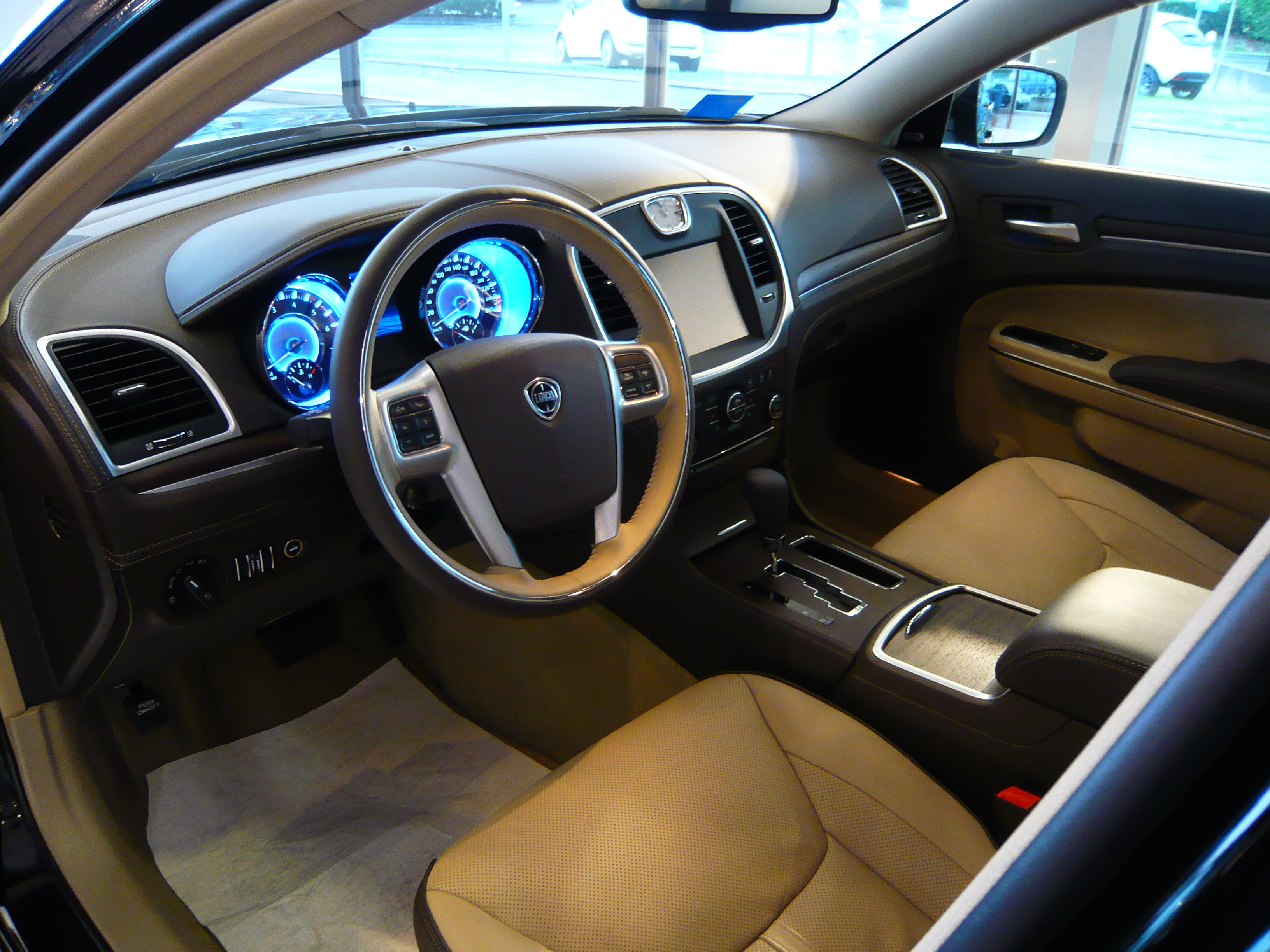
Gli interni della nuova Lancia Thema

Il sistema di Infotainment UConnect, completamente sviluppato in casa da Fiat-Chrysler, presenta numerose funzioni e presenta uno schermo touch screen da 8.4", posizionato al centro della plancia. Dotato di connettività bluetooth, permette la gestione del navigatore satellitare integrato, delle funzionalità di bordo, delle periferiche personali e delle funzioni secondarie di climatizzazione. L'impianto audio di serie, realizzato dalla Alpine Electronics, è composto da un apparato stereo da 276 W con 6 altoparlanti, mentre sono disponibili a richiesta altri due differenti tipi di impianto.

### Sicurezza
Tra la dotazione per la sicurezza attiva e passiva sono presenti di serie 7 airbag, di cui uno per le ginocchia, poggiatesta attivi, il sistema ESC, i fari bi-xeno Smartbeam auto-adattativi che rilevano la luce ambientale ottimizzando l'illuminazione e dotati di funzione AFL per una migliore illuminazione nelle curve, la Parkview Rear Back-Up Camera che si attiva in retromarcia visualizzando sullo schermo le immagini della strada. Fra i sistemi per la sicurezza attiva si trovano anche il Ready Alert Breaking che, al rilascio dell'acceleratore, agisce sulla centralina intervenendo sul sistema frenante per ridurre il tempo di intervento e lo spazio di arresto, e il Rain Brake Support che si attiva quando si azionano i tergicristalli, rimuovendo l'acqua dalle pastiglie dei freni.
Con l'allestimento Executive, o a richiesta, sono presenti altri dispositivi come il Cross Path Detection, per prevenire il rischio di collisioni a bassa velocità e l'indicatore Blind Spot Detection, che avvisa della presenza di un altro veicolo nel punto cieco di visibilità. È disponibile, tranne che per l'allestimento Gold, il pacchetto SafetyTec, che comprende altri dispositivi come il Forward Collision Warning e l'Adaptive Cruise Control con radar frontale, che mantiene la distanza di sicurezza dai veicoli che precedono, gestendo autonomamente l'acceleratore e i freni.
La vettura è stata sottoposta ai crash test Euro NCAP nel 2011, ottenendo un punteggio di 5 stelle su 5.

## Caratteristiche tecniche

### Telaio
Una novità introdotta con la nuova Thema è la trazione posteriore, che mancava sulle berline della casa torinese dall'uscita di produzione della Flaminia nel 1969. Al salone di Ginevra del 2012 è stata presentata la versione AWD dotata di trazione integrale; l'ultimo modello Lancia a quattro ruote motrici era stata la Dedra a metà anni 1990.
La Thema è basata su una versione re-ingegnerizzata del telaio Chrysler LX su cui era basata la precedente Chrysler 300 C. Il design strutturale rigido favorisce la silenziosità a bordo, in combinazione con l'adozione di diversi elementi fonoassorbenti, tra cui due pannelli sottoscocca in materiale composito, il parabrezza acustico e le vetrature laminate alle porte con triple guarnizioni.
Il 67% del pianale e il 53% della struttura superiore è realizzato con acciai avanzati ad alta e altissima resistenza, conferendo maggiore rigidezza unitamente ad un peso contenuto e allineato ad altri modelli di pari dimensioni. La struttura monoscocca superiore è stampata con acciaio ultra-altoresistenziale TRIP (Transformation Induced Plasticity) avanzato, mentre sono stati inseriti rinforzi in materiale composito di nylon nelle cavità della parte superiore e nei montanti per migliorare il comportamento in caso di urto. La scocca è assemblata mediante saldatura laser, infatti con questa particolare tecnica costruttiva si può realizzare una scocca unica e senza interruzioni, migliorando così la rigidezza complessiva.
Le sospensioni, a quadrilatero alto ad asse sterzante semivirtuale all'anteriore e multilink a 5 bracci al posteriore, presentano boccole di tipo idraulico al fine di isolare la vettura dalle vibrazioni indotte dal fondo stradale sconnesso e migliorare così anche il comportamento in frenata. Inoltre la particolare geometria permette di mantenere le ruote sempre perpendicolari al suolo al fine di migliorare l'aderenza in curva e su ogni tipo di fondo, mentre la taratura è di diverso tipo rispetto a quelle della Chrysler 300, per meglio adattarla alle esigenze del mercato europeo.
Il servosterzo a controllo elettronico permette uno sforzo di sterzata variabile in base alle condizioni di guida, riducendo così anche i consumi di carburante, avvalendosi di segnali quali la velocità del veicolo, l'angolo di sterzata e i sistemi di controllo del telaio. Si tratta di un sistema elettroidraulico che, rispetto ai servosterzi elettrici ormai presenti anche sui modelli dello stesso segmento, offre una sensibilità maggiore durante la guida.

### Motorizzazioni

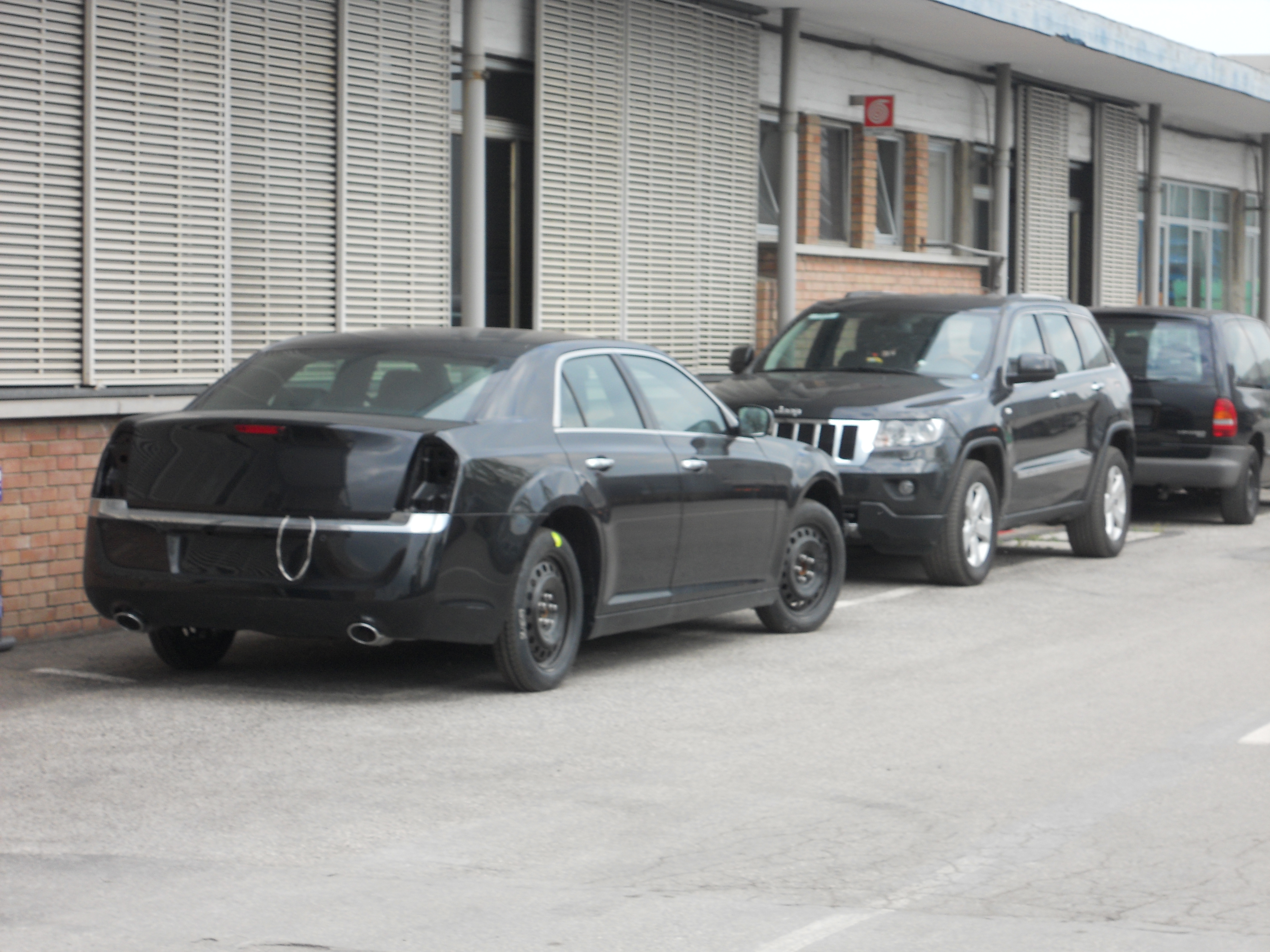
Un muletto di una Lancia Thema alla VM Motori di Cento, utilizzata per test sul motore diesel VM 3.0 24v.

I motori sono tutti V6 e con cilindrata non inferiore ai 3 litri. Il motore a benzina è il nuovo Chrysler Pentastar 3,6 litri, realizzato completamente in lega leggera di alluminio, presenta un'architettura a V con angolo di 60° e adotta il comando distribuzione a catena, 24 valvole ed eroga 292 cavalli. Le due motorizzazioni diesel, entrambe unità VM 3.0 24v, sono anch'esse di nuova progettazione, realizzate dall'italiana VM Motori in collaborazione con Fiat Powertrain Technologies e dotate di tecnologia Multijet II.
La motorizzazione a benzina è accoppiata ad un cambio automatico/sequenziale a 8 rapporti (ZF 8HP) di nuova generazione prodotto da Chrysler su licenza ZF. Si tratta di una trasmissione dotata di un innovativo convertitore di coppia ad alta efficienza e di ingranaggi di nuova generazione ad alto rendimento meccanico. Le versioni diesel sono dotate di cambio automatico Mercedes-Benz NAG 5G-Tronic a 5 rapporti.

### Thema AWD
Questa versione porta al debutto un sistema di trazione integrale sviluppato da BorgWarner denominato All-Wheel-Drive. L'elettronica di controllo AWD, che funziona in tandem con l'ESC e gli altri sistemi elettronici di ausilio alla guida, esclude automaticamente la trazione integrale quando questa non è necessaria trasmettendo il 100% della coppia alle ruote posteriori, diminuendo quindi i consumi.
La trazione sulle quattro ruote si attiva automaticamente quando, a causa del fondo stradale a scarsa aderenza, viene rilevato lo slittamento. Si tratta di un sistema "intelligente" e altamente integrato, infatti per il suo funzionamento utilizza anche le informazioni fornite dai sensori dei tergicristalli per rilevare condizioni di pioggia o neve.
| Caratteristiche tecniche - Lancia Thema                 | Caratteristiche tecniche - Lancia Thema                                                                                          | Caratteristiche tecniche - Lancia Thema                                                                                          | Caratteristiche tecniche - Lancia Thema                                                                                          | Caratteristiche tecniche - Lancia Thema                                                                                          | Caratteristiche tecniche - Lancia Thema                                                                                          |
| Configurazione                                          | Configurazione | Configurazione | Configurazione | Configurazione | Configurazione |
| ------------------------------------------------------- | --- | --- | --- | --- | --- |
| Carrozzeria: berlina                                    | Carrozzeria: berlina | Posizione motore: anteriore longitudinale                                                                                        | Posizione motore: anteriore longitudinale                                                                                        | Trazione: posteriore | Trazione: posteriore |
| Dimensioni e pesi                                       | | | | | |
| Ingombri (lungh.×largh.×alt. in mm): 5066 × 1902 × 1488 | Ingombri (lungh.×largh.×alt. in mm): 5066 × 1902 × 1488                                                                          | Ingombri (lungh.×largh.×alt. in mm): 5066 × 1902 × 1488                                                                          | Ingombri (lungh.×largh.×alt. in mm): 5066 × 1902 × 1488                                                                          | Diametro minimo sterzata: | Diametro minimo sterzata: |
| Posti totali: 5                                         | Posti totali: 5 | Bagagliaio: 462 dm³ | Bagagliaio: 462 dm³ | Serbatoio: 72 l | Serbatoio: 72 l |
| Masse                                                   | a vuoto: 1897/2042 kg / in ordine di marcia: 1876/2038 kg                                                                        | a vuoto: 1897/2042 kg / in ordine di marcia: 1876/2038 kg                                                                        | a vuoto: 1897/2042 kg / in ordine di marcia: 1876/2038 kg                                                                        | a vuoto: 1897/2042 kg / in ordine di marcia: 1876/2038 kg                                                                        | a vuoto: 1897/2042 kg / in ordine di marcia: 1876/2038 kg                                                                        |
| Meccanica                                               | | | | | |
| Tipo motore: 6 cilindri a V                             | Tipo motore: 6 cilindri a V | Tipo motore: 6 cilindri a V | Cilindrata: 3604 (3.6 V6 Pentastar), 2987 (3.0 V6 Mjet II) cm³                                                                   | Cilindrata: 3604 (3.6 V6 Pentastar), 2987 (3.0 V6 Mjet II) cm³                                                                   | Cilindrata: 3604 (3.6 V6 Pentastar), 2987 (3.0 V6 Mjet II) cm³                                                                   |
| Distribuzione: 4 valvole per cilindro                   | Distribuzione: 4 valvole per cilindro                                                                                            | Distribuzione: 4 valvole per cilindro                                                                                            | Alimentazione: benzina (3.6 V6 Pentastar), diesel (3.0 V6 Mjet II)                                                               | Alimentazione: benzina (3.6 V6 Pentastar), diesel (3.0 V6 Mjet II)                                                               | Alimentazione: benzina (3.6 V6 Pentastar), diesel (3.0 V6 Mjet II)                                                               |
| Prestazioni motore                                      | Potenza: 292 Cv (3.6 V6 Pentastar), 190/239 Cv (3.0 V6 Mjet II) / Coppia: 350 Nm (3.6 V6 Pentastar), 440/550 Nm (3.0 V6 Mjet II) | Potenza: 292 Cv (3.6 V6 Pentastar), 190/239 Cv (3.0 V6 Mjet II) / Coppia: 350 Nm (3.6 V6 Pentastar), 440/550 Nm (3.0 V6 Mjet II) | Potenza: 292 Cv (3.6 V6 Pentastar), 190/239 Cv (3.0 V6 Mjet II) / Coppia: 350 Nm (3.6 V6 Pentastar), 440/550 Nm (3.0 V6 Mjet II) | Potenza: 292 Cv (3.6 V6 Pentastar), 190/239 Cv (3.0 V6 Mjet II) / Coppia: 350 Nm (3.6 V6 Pentastar), 440/550 Nm (3.0 V6 Mjet II) | Potenza: 292 Cv (3.6 V6 Pentastar), 190/239 Cv (3.0 V6 Mjet II) / Coppia: 350 Nm (3.6 V6 Pentastar), 440/550 Nm (3.0 V6 Mjet II) |
| Frizione:                                               | Frizione: | Frizione: | Cambio: automatico a 8 marce (3.6 V6 Pentastar), automatico a 5 marce (3.0 V6 Mjet II)                                           | Cambio: automatico a 8 marce (3.6 V6 Pentastar), automatico a 5 marce (3.0 V6 Mjet II)                                           | Cambio: automatico a 8 marce (3.6 V6 Pentastar), automatico a 5 marce (3.0 V6 Mjet II)                                           |
| Telaio                                                  | | | | | |
| Corpo vettura                                           | monoscocca superiore | monoscocca superiore | monoscocca superiore | monoscocca superiore | monoscocca superiore |
| Sterzo                                                  | elettroidraulico a controllo elettronico                                                                                         | elettroidraulico a controllo elettronico                                                                                         | elettroidraulico a controllo elettronico                                                                                         | elettroidraulico a controllo elettronico                                                                                         | elettroidraulico a controllo elettronico                                                                                         |
| Sospensioni                                             | anteriori: Multilink / posteriori: Multilink                                                                                     | anteriori: Multilink / posteriori: Multilink                                                                                     | anteriori: Multilink / posteriori: Multilink                                                                                     | anteriori: Multilink / posteriori: Multilink                                                                                     | anteriori: Multilink / posteriori: Multilink                                                                                     |
| Freni                                                   | anteriori: freni a disco autoventilanti / posteriori: freni a disco autoventilanti                                               | anteriori: freni a disco autoventilanti / posteriori: freni a disco autoventilanti                                               | anteriori: freni a disco autoventilanti / posteriori: freni a disco autoventilanti                                               | anteriori: freni a disco autoventilanti / posteriori: freni a disco autoventilanti                                               | anteriori: freni a disco autoventilanti / posteriori: freni a disco autoventilanti                                               |
| Prestazioni dichiarate                                  | | | | | |
| Velocità: da 220 a 240 km/h                             | Velocità: da 220 a 240 km/h | Velocità: da 220 a 240 km/h | Accelerazione: 7.2 (3.6 V6 Pentastar), 9.7 (190 Cv)/7.8 (239 Cv) (3.0 V6 Mjet II)                                                | Accelerazione: 7.2 (3.6 V6 Pentastar), 9.7 (190 Cv)/7.8 (239 Cv) (3.0 V6 Mjet II)                                                | Accelerazione: 7.2 (3.6 V6 Pentastar), 9.7 (190 Cv)/7.8 (239 Cv) (3.0 V6 Mjet II)                                                |
| Consumi                                                 | 9.4 l/100km (3.6 V6 Pentastar), 7.1 l/100km (3.0 V6 Mjet II)                                                                     | 9.4 l/100km (3.6 V6 Pentastar), 7.1 l/100km (3.0 V6 Mjet II)                                                                     | 9.4 l/100km (3.6 V6 Pentastar), 7.1 l/100km (3.0 V6 Mjet II)                                                                     | 9.4 l/100km (3.6 V6 Pentastar), 7.1 l/100km (3.0 V6 Mjet II)                                                                     | 9.4 l/100km (3.6 V6 Pentastar), 7.1 l/100km (3.0 V6 Mjet II)                                                                     |
| Omologazione: Euro 5                                    | Omologazione: Euro 5 | Omologazione: Euro 5 | Emissioni CO2: 219 g (3.6 V6 Pentastar), 185 g (3.0 V6 Mjet II)                                                                  | Emissioni CO2: 219 g (3.6 V6 Pentastar), 185 g (3.0 V6 Mjet II)                                                                  | Emissioni CO2: 219 g (3.6 V6 Pentastar), 185 g (3.0 V6 Mjet II)                                                                  |
| Altro                                                   | | | | | |
| Note                                                    | Disponibile anche in versione con trazione integrale                                                                             | Disponibile anche in versione con trazione integrale                                                                             | Disponibile anche in versione con trazione integrale                                                                             | Disponibile anche in versione con trazione integrale                                                                             | Disponibile anche in versione con trazione integrale                                                                             |
| Fonte dei dati: Quattroruote.it                         | | | | | |

## Accoglienza
Nonostante la buona qualità degli allestimenti la Thema ha fatto registrare sin da subito una fredda accoglienza commerciale, venendo presto tolta di listino e non sostituita da nessun altro modello di pari categoria e  ciò è dovuto alle sue dimensioni generose, di un'impostazione del corpo vettura definito troppo all'americana e per il fatto di non essere stata interamente progettata e costruita in Italia, tutte cose in contrasto, a detta dei puristi del marchio, coi canoni stilistici della tradizione Lancia.